# Internazionali d'Italia 1934 - Singolare maschile
Il singolare maschile del torneo di tennis Internazionali d'Italia 1934, quinta edizione del torneo, ha avuto come vincitore Giovanni Palmieri che ha battuto in finale il Giorgio De Stefani con il punteggio di 6–3, 6–0, 7–5.

## Tabellone

### Legenda
| - Q = Qualificato - WC = Wild card - LL = Lucky loser | - ALT = Alternate - SE = Special Exempt - PR = Protected Ranking | - w/o = Walkover - r = Ritirato - d = Squalificato |

### Fase finale
|  | Quarti di finale        | Quarti di finale        | Quarti di finale        | Quarti di finale        | Quarti di finale   | Quarti di finale | Quarti di finale |  |  | Semifinali              | Semifinali              | Semifinali              | Semifinali              | Semifinali        | Semifinali        | Semifinali |   |   | Finale             | Finale             | Finale             | Finale             | Finale | Finale | Finale |  |
|  |                         |                         |                         |                         |                    |                  |                  |  |  |                         |                         |                         |                         |                   |                   |            |   |   |                    |                    |                    |                    |        |        |        |  |
|  | Giorgio De Stefani      | Giorgio De Stefani      | Giorgio De Stefani      | Giorgio De Stefani      | Giorgio De Stefani | 6                | 8                |  |  |                         |                         |                         |                         |                   |                   |            |   |   |                    |                    |                    |                    |        |        |        |  |
|  | Josip Palada            | Josip Palada            | Josip Palada            | Josip Palada            | Josip Palada       | 4                | 6                |  |  | Giorgio De Stefani      | Giorgio De Stefani      | Giorgio De Stefani      | Giorgio De Stefani      | 6                 | 10                | 6          |   |   |                    |                    |                    |                    |        |        |        |  |
|  | Emanuele Sertorio       | Emanuele Sertorio       | Emanuele Sertorio       | Emanuele Sertorio       | Emanuele Sertorio  | 6                | 7                |  |  | Emanuele Sertorio       | Emanuele Sertorio       | Emanuele Sertorio       | Emanuele Sertorio       | 1                 | 8                 | 2          |   |   |                    |                    |                    |                    |        |        |        |  |
|  | Stefano Mangold         | Stefano Mangold         | Stefano Mangold         | Stefano Mangold         | Stefano Mangold    | 4                | 5                |  |  |                         |                         |                         |                         |                   |                   |            |   |   | Giorgio De Stefani | Giorgio De Stefani | Giorgio De Stefani | Giorgio De Stefani | 3      | 0      | 5      |  |
|  | Giovanni Palmieri       | Giovanni Palmieri       | Giovanni Palmieri       | Giovanni Palmieri       | 6                  | 11               | 7                |  |  |                         |                         | Giovanni Palmieri       | Giovanni Palmieri       | Giovanni Palmieri | Giovanni Palmieri | 6          | 6 | 7 |                    |                    |                    |                    |        |        |        |  |
|  | Wilmer Hines            | Wilmer Hines            | Wilmer Hines            | Wilmer Hines            | 3                  | 13               | 5                |  |  | Giovanni Palmieri       | Giovanni Palmieri       | Giovanni Palmieri       | Giovanni Palmieri       | 6                 | 6                 | 6          |   |   |                    |                    |                    |                    |        |        |        |  |
|  | George Lyttleton-Rogers | George Lyttleton-Rogers | George Lyttleton-Rogers | George Lyttleton-Rogers | 6                  | 1                | 6                |  |  | George Lyttleton-Rogers | George Lyttleton-Rogers | George Lyttleton-Rogers | George Lyttleton-Rogers | 2                 | 2                 | 4          |   |   |                    |                    |                    |                    |        |        |        |  |
|  | Franjo Punčec           | Franjo Punčec           | Franjo Punčec           | Franjo Punčec           | 0                  | 6                | 3                |  |  |                         |                         |                         |                         |                   |                   |            |   |   |                    |                    |                    |                    |        |        |        |  |